# Kaijutitan
Kaijutitan maui is een plantenetende sauropode dinosauriër, behorende tot de Titanosauriformes, die in  het late Krijt leefde in het gebied van het huidige Argentinië.

## Vondst en naamgeving
Een gecombineerd team van het Museo Municipal "Argentino Urquiza" en het Museo Provincial de Ciencias Naturales "Prof. Dr. Juan Olsacher” groef op de Cañadón Mistringa-vindplaats, negen kilometer ten zuidwesten van Rincón de los Sauces in de provincie Neuquén, het skelet op van een grote sauropode. Het werd ontdekt door de technisch medewerker Salvador Palomo.
In 2019 werd de typesoort Kaijutitan maui benoemd en beschreven door Leonardo Sebastián Filippi, Leonardo Salgado en Alberto Carlos Garrido. De geslachtsnaam combineert het Japans Kaiju, letterlijk "raar beest", de term gebruikt voor monsters in monsterfilms, met een Grieks Titaan, de naam voor een lid van een geslacht van reuzen. De soortaanduiding is de afkorting van Municipal Argentino Urquiza verbonden met een Latijnse genitief.
Het holotype, MAU-Pv-CM-522, is gevonden in een laag van de Sierra Barrosa-formatie die dateert uit het bovenste Coniacien, zo'n zevenentachtig miljoen jaar oud. Het bestaat uit een gedeeltelijk skelet met schedel. Bewaard zijn gebleven: de hersenpan, een voorste halswervel, een achterste halswervel, nekribben, drie borstribben, een voorste staartwervel, een linkerborstbeen, de linkerschoudergordel, beide opperarmbeenderen, beide ellepijpen, het mogelijke rechterspaakbeen, het tweede rechtermiddenhandsbeen, het derde rechtermiddenhandsbeen, een mogelijk stuk van een darmbeen, het rechterdijbeen, het rechterscheenbeen, het linkersprongbeen, de onderkant van een tweede rechtermiddenvoetsbeen en vele niet te determineren botfragmenten. Het skelet lag niet in verband. Het was verspreid over een oppervlakte van twintig vierkante meter. Het vertegenwoordigt vermoedelijk een volwassen individu.
In 2024 werd de histologie en tafonomie speciaal onderzocht.

## Beschrijving

### Grootte en onderscheidende kenmerken
De lichaamsomvang van Kaijutitan is lastig te bepalen omdat weinig wervels bewaard zijn gebleven en het dijbeen onvolledig is. Door vergelijking met de beenderen van andere sauropoden kwamen de beschrijvers tot de conclusie dat het lichaamsgewicht lag tussen dat van Giraffatitan, achtendertig ton, en Notocolossus, ruim zestig ton. De lichaamslengte zal dan tussen de vijfentwintig en dertig meter hebben gelegen.
De beschrijvers wisten een aantal onderscheidende kenmerken vast te stellen. Het betreft autapomorfieën, unieke afgeleide eigenschappen. De breedte tussen de tubera basilaria, de afhangende uitsteeksels van het onderste achterhoofd, bedraagt bijna viermaal de breedte van het achterhoofdsgat. De doorgang voor de interne halsslagader ligt achterwaarts van de processus basipterygoidei, halverwege deze uitsteeksels en de tubera basilaria. De voorste halswervels hebben gevorkte doornuitsteeksels. De voorste halswervels hebben een bult midden tussen de vorken van de doornuitsteeksels. De voorste halswervels hebben een richel tussen het doornuitsteeksel en het achterste gewrichtsuitsteeksel die bovenaan gevorkt is, een diepe en horizontaal brede pneumatische uitholling scheppend. De voorste halswervels hebben achteraan een kiel, ontstaan door het naar achteren samenlopen van een richel uit iedere parapofyse, onderste ribfacet. De voorste halswervels hebben een extra richel tussen de normale richel tussen het zijuitsteeksel en het achterste gewrichtsuitsteeksel en de normale richel tussen het doornuitsteeksel en het voorste gewrichtsuitsteeksel. De borstribben hebben bovenaan geen pneumatische openingen. Bij de voorste staartwervels is de richel op de voorzijde van het doornuitsteeksel driehoekig door een verbreding naar boven toe. Het schouderblad heeft op de onderrand/achterrand geen uitsteeksel op de hoek met de binnenzijde. Het bovenvlak van het scheenbeen is smal, met de lengteas van voor naar achter gericht. De crista cnemialis van het scheenbeen steekt naar voren uit. Het sprongbeen heeft een pneumatische opening aan de basis van de opgaande tak.

### Skelet
Het achterhoofd is opvallend sterk verticaal afgeplat. Het achterhoofdsgat is dan ook cirkelvormig terwijl het bij de meeste verwanten een staande ovaal is. Het supraoccipitale, het centrale bovenste bot van het achterhoofd, is maar iets hoger dan het achterhoofdsgat in plaats van tweemaal zo hoog, de normale proportie. De punt op de bovenrand is laag en breed. Een verticale middelste richel of trog ontbreekt. De achterhoofdsknobbel is veel breder dan het achterhoofdsgat. De goed ontwikkelde tubera basilaria zijn ongeveer tweemaal zo lang als breed en steken schuin zijwaarts uit. Ze beslaan een relatieve breedte die de dubbele is van de gebruikelijke. Het foramen voor de interne halsslagader ligt achter, niet, zoals bij de meeste titanosauriërs, aan de binnenzijde van de processus basipterygoideus. De kop als geheel moet zeer breed zijn geweest.
De voorste halswervel, vermoedelijk de derde, is sterk overdwars afgeplat. De onderzijde ervan heeft vooraan een trog zonder kiel. Een pleurocoel ontbreekt maar er zijn per zijde wel twee pneumatische openingen. Het doornuitsteeksel is gevorkt met horizontaal brede bases voor de metapofysen, de "vorktanden". Of dit werkelijk een autapomorfie is, hangt af van de precieze fylogenetische positie van Kaijutitan want verschillende basale Somphospondyli tonen dit kenmerk. De beschrijvers namen aan dat het bij Kaijutitan onafhankelijk was ontwikkeld. De splitsing is relatief diep indien aangenomen wordt dat het de derde halswervel betreft. Tussen de metapofysen ligt, zoals vaak bij gevorkte doornuitsteeksels, een bult als aanhechting voor een pees, het Ligamentum elasticum interspinale of Ligamentum elasticum interlaminare. De achterste halswervel is vermoedelijk de twaalfde en zwaar beschadigd. Het lijkt er echter op dat ook hier het doornuitsteeksel gevorkt was. De nekribben zijn wel gepneumatiseerd. De voorste staartwervel is procoel, van voren hol. Een pleurocoel ontbreekt. De wervelboog ligt erg vooraan. Het doornuitsteeksel is smal in zijaanzicht maar verbreedt zich naar boven. Het helt iets naar achteren en heeft krachtige verticale richel op voorzijde en achterzijde. Zijdelings van het uitsteeksel loopt een trog waarin onderaan een dunne extra richel die het voorste en achterste gewrichtsuitsteeksel verbindt Een hyposfeen-hypantrum-complex ontbreekt.
Het borstbeen heeft een ovaal profiel, een basaal kenmerk dat afwijkt van de toestand bij afgeleide titanosauriërs die een halvemaanvormig sternum bezitten. Het borstbeen is daarmee ook relatief kort. Het ravenbeksbeen is kort met een ronde voorkant. Het mist een trog onder het schoudergewricht. De randen van het schouderblad lopen iets hol. Het heeft een D-vormige dwarsdoorsnede. 
Bij het opperarmbeen loopt de deltopectorale kam met een constante hoogte van boven naar beneden tot het midden van de schacht en is sterk naar binnen gedraaid. De schacht heeft voor bovenaan een lage bult voor de aanhechting van de Musculus coracobrachialis, de spier die naar het ravenbeksbeen loopt en de poot voorwaarts heft, en achteraan een hogere verheffing voor de Musculus scapulohumeralis anterior, de spier tussen schouderblad en arm. Tussen de onderste gewrichtsknobbels loopt maar een ondiepe groeve. De buitenste knobbel; is het sterkst ontwikkeld. De ellepijp is matig robuust met het gebruikelijke driestralige bovenvlak. Het voorste uitsteeksel heeft daarbij dezelfde lengte als het buitenste in plaats van duidelijk langer te zijn. Het ondervlak is ovaal in plaats van rond. Het spaakbeen is onderaan robuust met een ovaal in plaats van driehoekig ondervlak dat ook nog afgeschuind is. Het derde middenhandsbeen is langer dan het tweede. Dat laatste is ook onderaan verbreed tot een rechthoekig vlak. Het heeft een bultje op de binnenste achterhoek voor de aanhechting van een van de Musculi flexores digitorum profundi. Het derde middenhandsbeen heeft een vierkant ondervlak. De beschrijvers vermoedden dat de tweede en derde vingers geheel ontbraken.
Bij het darmbeen van het bekken is het voorblad sterk naar buiten gekromd om de buikholte te ondersteunen. Het aanhangsel voor het schaambeen heeft een verruwing op de binnenkant voor het contact met de tweede sacrale rib van het heiligbeen.
Bij het dijbeen loopt de beenstijl van de bovenste buitenkant uit in een opvallende horizontale richel. De vierde trochanter, de aanhechting voor de retractorspier van de staart, is tamelijk laag geplaatst en sterk gereduceerd. Het scheenbeen is tamelijk robuust met een rechthoekig in plaats van ovaal of rond bovenvlak. De crista cnemialis is erg afwijkend omdat zij recht naar voren uitsteekt als een driehoek in plaats van naar buiten de krommen als bij de meeste Eusauropoda. Bij het ondervlak is de achterzijde gereduceerd en de voorzijde juist goed ontwikkeld, een trapvormig profiel veroorzakend als bij Chubutisaurus. Het sprongbeen is breder dan hoog en mist zo de piramidevorm die de meeste titanosauriërs tonen. De matig hoge opgaande tak heeft een uitholling aan de buitenzijde voor het contact met het kuitbeen, welke inzinking echter niet uitloopt in een beenplateau. Het raakvlak met het scheenbeen helt naar binnen. Het sprongbeen is relatief groot, ongeveer 80% van de onderkant van het scheenbeen bedekkend. Het tweede middenvoetsbeen is wat afgeplat richting zoolzijde.

## Fylogenie
Kaijutitan werd in de Titanosauria geplaatst, in een basale positie, buiten de Eutitanosauria, onder Epachthosaurus in de stamboom en boven een klade bestaande uit Andesaurus en Wintonotitan.
Kaijutitan is een van de meest basale titanosauriërs met procoele staartwervels. Het was in 2019 ook de jongste bekende titanosauriër met zo'n basale fylogenetische positie.